# 아무말도 할수없다
아무말도 할수없다(Speechless)는 한국에서 제작된 양익준 감독의 2007년 영화이다. 정혜원 등이 주연으로 출연하였다.

## 출연

### 주연
- 정혜원
- 이응재
- 김채린
- 이보영
- 공부성

## 제작진
- 조연출: 안동회
- 동시녹음: 조우진